# تشارلز إي. بانل
تشارلز إي. بانل (بالإنجليزية: Charles E. Bunnell)‏ هو قاضي أمريكي، ولد في 12 يناير 1878 في Dimock Township, Susquehanna County, Pennsylvania ‏ في الولايات المتحدة، وتوفي في 1 نوفمبر 1956 في بورلينغامي في الولايات المتحدة.